# Agama kołnierzasta
Agama kołnierzasta (Chlamydosaurus kingii) – gatunek jaszczurki z rodziny agamowatych (Agamidae), jedyny przedstawiciel rodzaju Chlamydosaurus.

## Występowanie
Północna Australia i Nowa Gwinea.
Żyje na terenach suchych, zadrzewionych. Prowadzi naziemny i nadrzewny tryb życia. Bardzo ruchliwa, szybko biega na tylnych odnóżach, unosząc nad ziemią ogon. Zagrożona rozpościera kołnierz, po czym rzuca się na napastnika, boleśnie go kąsając.

## Cechy morfologiczne
Długość ciała 80–90 cm, w tym ogon do 65 cm. Małe łuski na ciele są gładkie. Z boków szyi i spod żuchwy wyrasta obszerny fałd skórny opadający na ramiona, tworząc pomarszczone fałdy. W razie zagrożenia rozpościera go dzięki promienistym włóknom chrzęstnym, prostującym się dzięki mięśniom przytwierdzonym do czaszki. Ma on średnicę 20–30 cm i jest pokryty zachodzącymi na siebie łuskami. Efekt odstraszający potęguje szeroko otwarta paszcza ukazująca jaskrawe wnętrze.
Grzbiet barwy szarobrązowej licznie pokryty ciemnymi plamkami i większymi, czarnymi plamami. Kołnierz pokrywa mozaikowy, niebiesko-pomarańczowo-jasnobrązowy deseń.

## Odżywianie
Aktywna w dzień. Zjada owady i pająki.

## Rozród
Podczas pory godowej (początek pory deszczowej, wrzesień–październik), dorosłe samce walczą o partnerki, rozkładając swoje kołnierze szczypią się nawzajem. Jeden lub dwa razy samice składają w środku pory deszczowej (listopad–luty) 4–23 jaj w pergaminowatych osłonkach do dołków w ziemi o głębokości ok. 5–20 cm, zwykle w miejscu dobrze nasłonecznionym. Inkubacja trwa od dwóch do trzech miesięcy. Płeć nowo wylęgłych determinuje temperatura. Jeśli jest za wysoka, wylęgają się tylko samice. Temperatura optymalna wynosi 29–35 °C i wtedy liczba samic i samców równoważy się.